# Фрага
Фра́га (з 1946 по 1993 — Ягодівка) — село в Україні, у Рогатинській міській громаді Івано-Франківського району Івано-Франківської області, на межі зі Львівським районом Львівської області.

## Географія
Село розташоване на межі Івано-Франківської та Львівської областей по обидва боки автошляху національного значення Н09.

## Назва
7 червня 1946 року указом Президії Верховної Ради УРСР село Фрага Рогатинського району перейменовано на село Ягодівка і Фразьку сільську раду — на Ягодівську.
11 червня 1993 року селу повернено історичну назву.

## Історія
Фраґа була відпустовим місцем у другій половині XVII століття. Перша дерев'яна церква (згадується у 1573 році, стояла на високій горі, що зветься Скала на місці об'явлень Матері Божої), згоріла за часів Богдана Хмельницького, врятувалася лише ікона Пресвятої Богородиці, написана на полотні: ікона схожа на Белзьку (тепер Ченстоховську).
На місці спаленої церкви було збудовано невеличку греко-католицьку капличку, туди поміщено ікону, до якої зверталися з молитвами. Із поширенням розголосу про чудотворні властивості ікони її, за наказом дідича Яна Станіслава Яблоновського, у 1732 році було перенесено до костелу бернардинського монастиря (спорудженого на кошти, виділені дідичами Станіславом Яном Яблоновським, його сином Яном Станіславом). Після закриття монастиря у 1790 році ікону було перенесено до костелу в Бережанах. Українська громада, очолювана парохом Теодором Сціловським, підтримана власником села графом Віктором Баворовським, чинила спротив. За спогадами очевидців, коли монахи забрали ікону з села, люди 2 місяці бачили образ у сяйві над водою, де потім забило джерело. 14 вересня 1904 року бернардинці з Бережан урочисто повернули чудотворний образ Матері Божої до Фраґи. Під час Другої світової війни монастир і костел були повністю зруйновані. На руїнах селяни знайшли вцілілу чудотворну ікону Матері Божої, яка 28 серпня цього ж року опинилася у греко-католицькій церкві Перенесення мощів святого Миколая, де перебуває досі. Руїни бернардинських храму та монастиря розібрали 1952 року.
В окремих документальних джерелах межі XVIII—XIX століть Фрага згадується як містечко. У другій половині XIX століття, за даними краєзнавця Антонія Шнайдера, поселення мало власну печатку з гербом: у щиті, увінчаному короною, — хлібний сніп, у який навхрест устромлені ціп та коса (Львівська національна наукова бібліотека України імені Василя Стефаника. — Відділ рукописів. — Фонд 144. — Опис 3. — Спр. 14. — Арк. 215).
1942 року Скалу підірвали окупанти, джерело було знищене; потім цілюще джерело з'явилося на протилежному боці гори, досі оздоровлює людей. Недавно зафіксовано два випадки зцілення водою з цього джерела — одна жінка позбулася раку шкіри, в іншої відновився втрачений зір.
У 1939 році в селі мешкало 910 осіб (800 українців, 100 поляків і 10 євреїв).
1 серпня 2016 року лютувала негода на Прикарпатті, від якої найбільше постраждала Фрага. Зокрема, знищено дерев'яну конструкцію та металеве покриття даху ЗОШ (850 м²), пошкоджено покриття сільського клубу (20 м²), металеві покриття церкви (40 м²) і двох житлових будинків (200 м²). Також буревій повалив п'ять дерев.
12 червня 2020 року, відповідно до Розпорядження Кабінету Міністрів України  № 714-р «Про визначення адміністративних центрів та затвердження територій територіальних громад Івано-Франківської області», увійшло до складу Рогатинської міської громади.
19 липня 2020 року, в результаті адміністративно-територіальної реформи та ліквідації Рогатинського району, село увійшло до складу новоутвореного Івано-Франківського району.

## Населення

### Мова
Розподіл населення за рідною мовою за даними перепису 2001 року:
| українська | 651 | 100,00 |

## Пам'ятки, визначні місця

### Втрачені
- Монастир (1723—1732, будівничий Якуб Петрі).
- Костел (1739—1741, будівничий Франческо Каппоні).

### Діючі
В селі знаходиться дерев'яна церква Перенесення мощів Святого Миколая 1933.

## Відомі люди
В селі народились
- Вовчак Теодор (1870—1920) — український актор.
- Маріанна Казановська[pl] — дружина великого гетьмана коронного Станіслава Яна Яблоновського.
- Завадовський Іван Степанович (1937—1983) — український художник.
- Василь Фацієвич (1847—1921) — український церковний і громадсько-політичний діяч, священник УГКЦ, у 1901—1904 роках — адміністратор Станиславівської греко-католицької єпархії, посол-віриліст Галицького сейму VII i VIII скликання.

Померли
- Дикий Петро — український військовик, керівник Новострілищанського районового проводу ОУНР, Лицар Бронзового хреста заслуги УПА.

## Школа
Діє школа I-II ступенів.